# Baqyt Särsekbajev
Baqyt Särsekbajev Äbdirachmanuly Särsekbajev (kazakiska: Бақыт Әбдірахманұлы Сәрсекбаев), född 29 november 1981 i Alma-Ata (nu Almaty) i Kazakiska SSR, är en kazakstansk boxare som tog OS-guld i welterviktsboxning 2008 i Peking. Han vann även asiatiska mästerskapen 2006.

## Meriter

### Olympiska meriter

#### Olympiska sommarspelen 2008
- Huvudartikel: Boxning vid olympiska sommarspelen 2008

| Tävlande          | Viktklass  | Sextondelsfinal           | Åttondelsfinal              | Kvartsfinal                   | Semifinal            | Final                          |
| Tävlande          | Viktklass  | Motståndare Resultat      | Motståndare Resultat        | Motståndare Resultat          | Motståndare Resultat | Motståndare Resultat           |
| ----------------- | ---------- | ------------------------- | --------------------------- | ----------------------------- | -------------------- | ------------------------------ |
| Baqyt Särsekbajev | Weltervikt | Adam Trupish (CAN) W 20-1 | Vitalie Grușac (MDA) W RSCI | Dilshod Mahmudov (UZB) W 12-7 | Kim Jung-Joo (KOR)   | Carlos Banteux (CUB) · W 18'-9 |